# Ню (жанр)
Ню (від фр. nu — «оголений», нім. Akt — «акт») — художній жанр у скульптурі, живописі, фотографії та кінематографі, що зображає оголене людське тіло чи якісь його частини та їх інтерпретації. Протягом багатьох століть він є одним з основних жанрів в мистецтві.

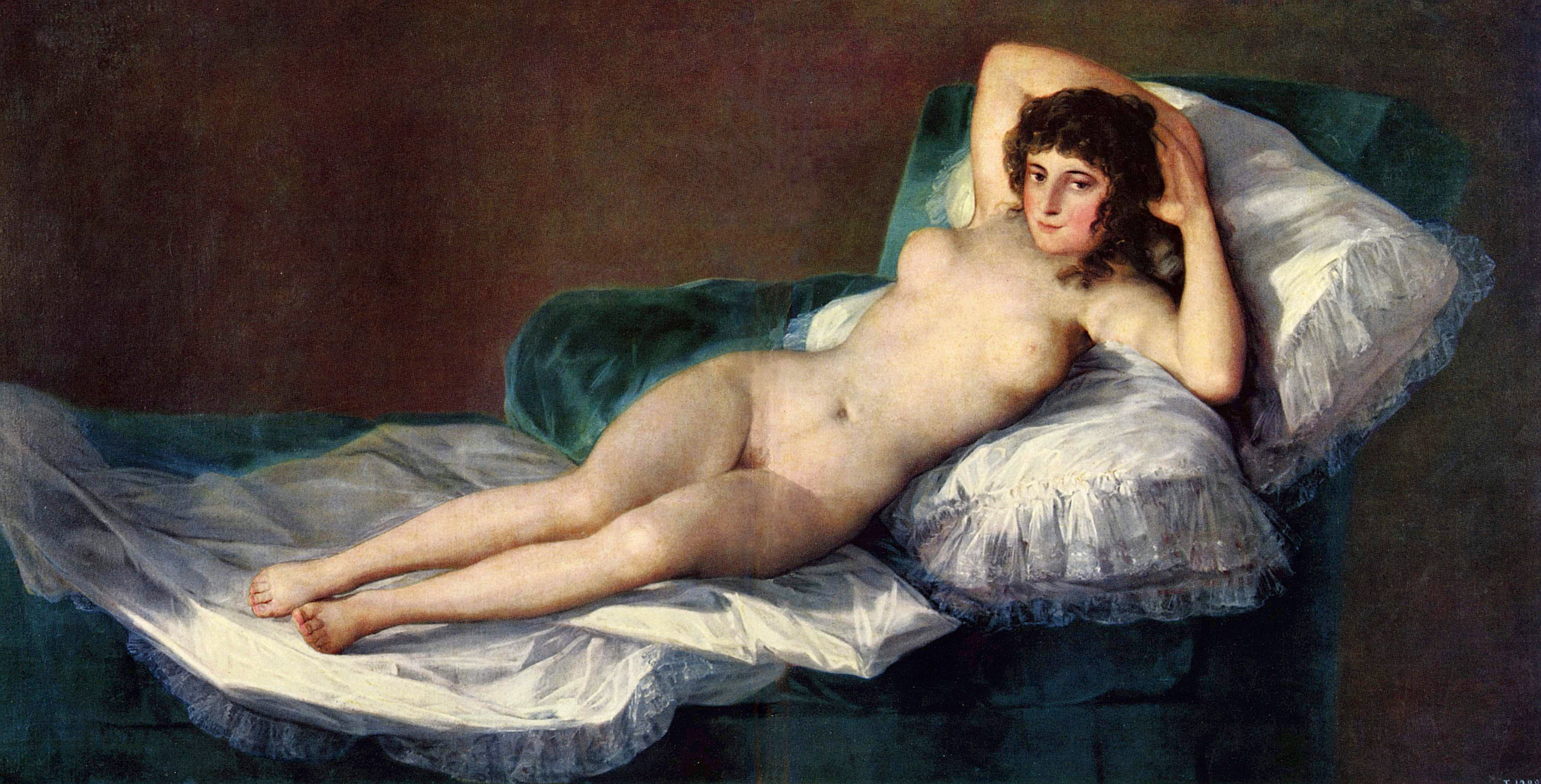
«Маха оголена», Франсіско-Хосе де Гоя

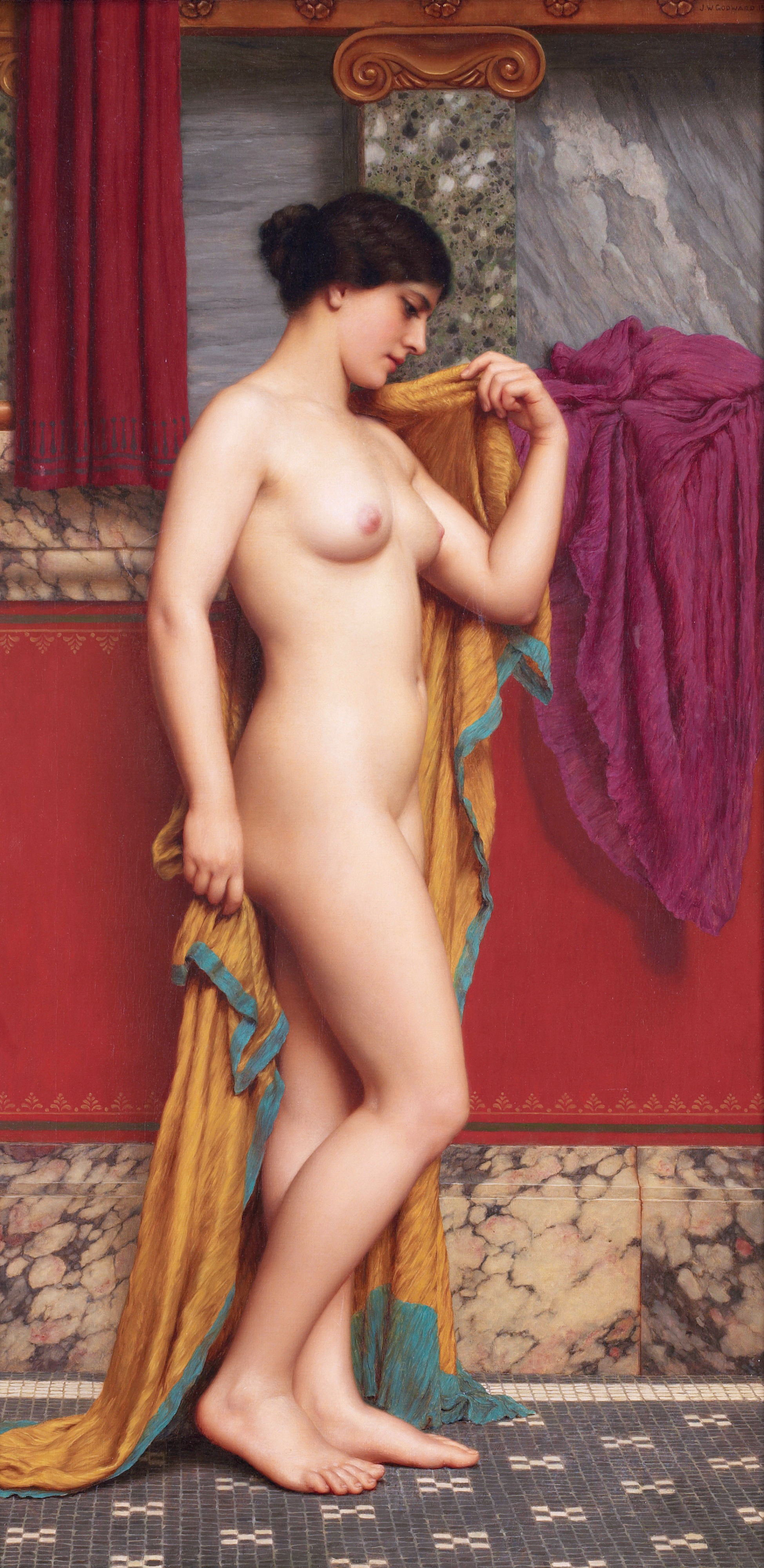
«У тепідарії», 1913 Джон Вільям Годвард

Зображення оголеного тіла було відомо ще в Стародавньому Єгипті («дочки фараона Ехнатона», розпис XIV ст. до н. е.), а в античній скульптурі, живописі та вазописі воно стало естетичною нормою й втіленням життєвого та художнього ідеалу («Афродіта Мілоська», II ст. До н. е.). У Середньовіччі зображення оголеного тіла в Європі було суворо обмежено небагатьма біблійними сюжетами, наприклад, можна було побачити оголених Адама і Єву в мініатюрах і скульптурі. В епоху Відродження оголене жіноче тіло зображалось в межах міфологічного та алегоричного жанрів (картини С. Боттічеллі, Джорджоне, Тиціана, Лоренцо Лотто, Мікеланджело Буонарроті, Альбрехта Дюрера, Лукаса Кранаха Старшого). У XVII–XVIII ст. відбувається формування ню як жанру. Художники створюють повних життєвої чарівності образи жіночої краси (Д. Веласкес, П. Рубенс, Рембрандт, А. Ватто, Ф. Гоя). В академічному живопису та скульптурі XVII—XIX ст. виформовуються норми ідеальної краси, що ґрунтується на сприйнятті реальної натури через призму класичного мистецтва (античної скульптури, живопису Відродження). При навчанні художників зображення оголеної натури стає обов'язковою програмою, є показником майстерності. У мистецтві рококо, для якого є характерними витончені, граціозні, кокетливі, просякнуті чуттєвістю твори широко поширюється жанр ню (Франсуа Буше, Жан-Оноре Фрагонар). У XIX — на початку XX ст. став складатися реалістичний вигляд живий, звільненої від одягу жінки, спочатку овіяної романтикою (Е. Делакруа, Жан Огюст Домінік Енгр, К. П. Брюллов), а пізніше відвертою, сучасною, зануреною в атмосферу реального, суворого до них буття (Е. Мане, Е. Дега, О. Роден, О. Ренуар). У мистецтві XX ст. класичний гармонічний тип ню отримав більшу свободу емоційного вираження (Арістид Майоль, Коньонков Сергій Тимофійович), пов'язану з пошуком нових художніх засобів.

## Фотографія

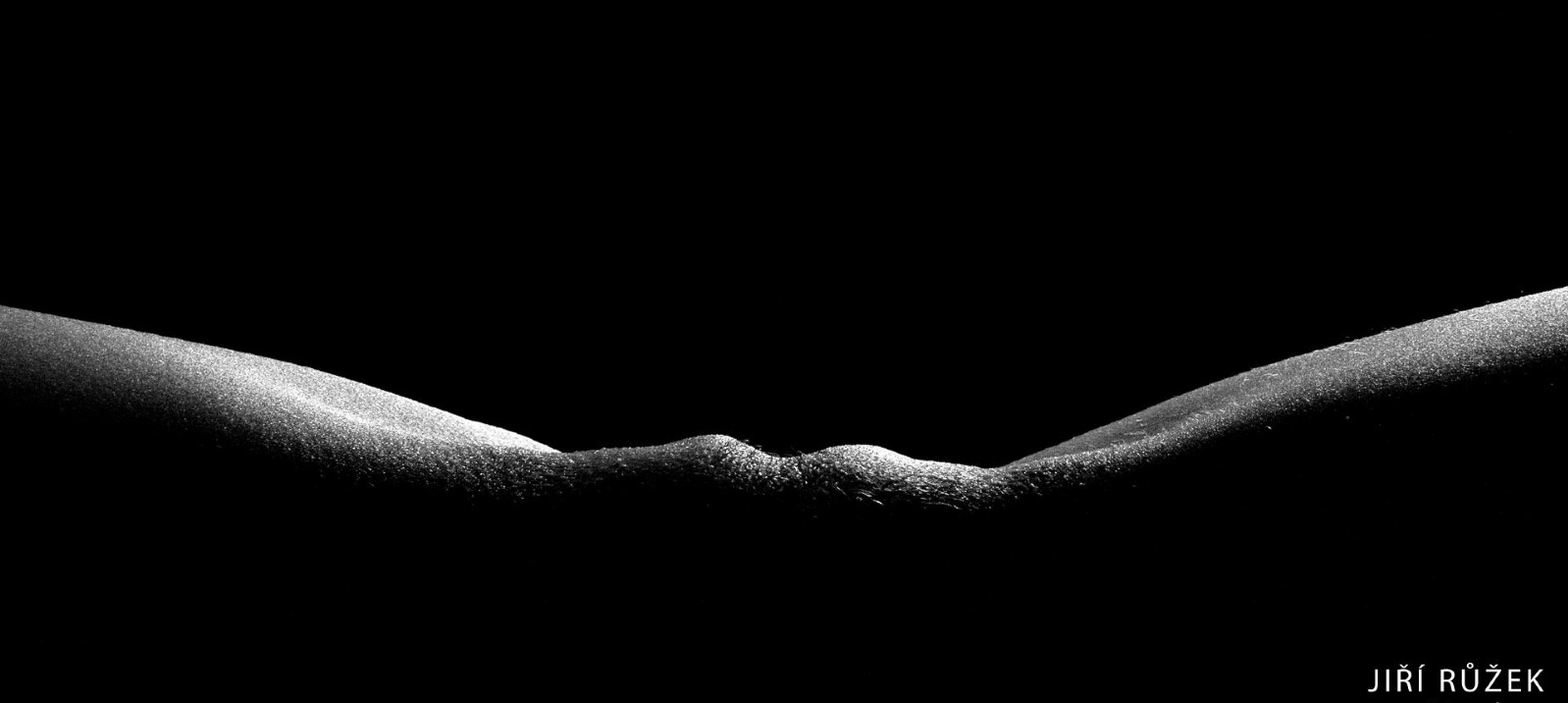
Їржі Ружек: Чеські середньогори

В історії немає певної дати зародження цього жанру. Відомо, що на початку 1840-х в Парижі з'явилися виставки «дагеротипних зображень» оголеної натури. Приблизно в цей же час живописці почали використовувати фотографії оголених тіл. Одним з провідних художників жанру, які використовували фотографії в 1850-х, був Білгу де Вільнев; його праці вплинули на творчість багатьох пізніших художників, особливо на Гюстава Курбе.
Як правило, фотографії спочатку були всього лише альбуміновими або калотипними відбитками. Простір для знімання зазвичай було заповнено античними скульптурами з нейтральним тлом. І лише в кінці століття з'явилися фотографії оголених тіл на відкритому повітрі.
Відкриття в 1851 році фотомонтажу трохи розширило можливості для авторів ню. Методом друку знімка з декількох коллодієвих негативів створювалися різні нереальні образи (наприклад, русалки).
Наприкінці століття почастішали випадки судових розглядів, пов'язаних з розповсюдженням і виставок фотографій оголених тіл. Питання про те, де закінчується еротика і починається порнографія, залишаються нерозв'язаними й досі, тому ставлення суспільства до жанру постійно змінювалося. Так само змінювалися й уявлення про жіночу красу — наприкінці XIX століття акцент ставився на важких панночок, початок XX століття дав дорогу слави танцівницям кабаре, на зміну яким у 20-х роках прийшли витончені спортсменки. Ближче до 40-х років з'явилася нова тема жанру — ню в русі. Її першовідкривачем став Герхард Рібіке.

### Представники жанру
- Е. Бояр
- Герхард Рібіке
- Войтович Олександр
- Хельмут Ньютон
- Девід Лашапеля
- ‪Аугусто Де Лука‬
- Роберт Меплторп
- Ян Саудек
- Білл Доббінс[en]
- Їржі Ружек
- Руслан Лобанов
- Ігор Амелковіч
- Дмитро Куклін
- Микола Підгорний